# Wettelijke reserve
De wettelijke reserve is (onder andere in België) een reserve die door de wet verplicht wordt opgelegd aan bepaalde vennootschappen, met name de nv. De aanleg van de wettelijke reserve dient ter bescherming van de schuldeisers, opdat de vennootschap niet al haar winst zal kunnen uitkeren. In België is de wettelijke reserve onderhevig aan de onaantastbaarheidsvoorwaarde.

## België
De wettelijke reserve wordt in Belgisch recht geregeld in het Wetboek van Vennootschappen en Verenigingen en is van toepassing op de  NV. De wettelijke reserve moet jaarlijks aangevuld worden totdat deze gelijk is aan 10% van het maatschappelijk kapitaal. Het bedrag dat afgehouden moet worden van de winst na belasting is minimum 5% van de winst van het boekjaar na aftrek van vorige verliezen.  Deze winst komt met andere woorden niet in aanmerking voor uitkering of enige andere reservering. 
De wettelijke reserve is rekening nummer 130 in het minimum algemeen rekeningstelsel (MAR). Indien de onderneming afsluit met een verlies na belasting is het dan ook logisch dat zij geen wettelijke reservering zal moeten doen.
Voorbeeld: 
Stel dat een onderneming met een kapitaal van € 100.000 en een reserve van reeds € 5.000,  een winst maakt van € 10.000. Dan moet de onderneming 5% van de winst afhouden voor de wettelijke reserve, in dit geval dus € 500. De wettelijke reserve wordt dan € 5.500 en de uitkeerbare winst wordt dan € 9.500.  
Aangezien de 5% het minimumpercentage is, kan de onderneming ervoor kiezen om meer dan 5% te gebruiken voor de wettelijke reserve.
De onderneming kan ophouden met het aanleggen van de wettelijke reserve zodra de wettelijke reserve € 10.000 is (10% van het kapitaal).
Uitzondering: 
Als de onderneming op haar balans nog overgedragen verlies heeft staan, dan kan zij eerst overgaan tot de aanzuivering van deze verliezen om dan het saldo in aanmerking te nemen als basis voor de dotatie aan de wettelijke reserve. Deze mogelijkheid wordt voorgedragen in de literatuur, er is dus geen verplichting om de volledige winst van het boekjaar als berekeningsbasis te gebruiken bij het bepalen van de te reserveren wettelijke reserve indien er sprake zijn van verliezen.

## Liquidatiereserve
In het geval van een liquidatiereserve, die eveneens als berekeningsbasis de winst van het boekjaar na belastingen heeft, kan een gedeelte van de reservering eveneens dienen als een wettelijke reservering, wat fiscaal gezien zeer interessant is.